# Taleggio (Italia)
Taleggio (in italiano [taˈleʤːo]; in dialetto bergamasco Taecc o Taegg, pronunciato [taˈɛʧ]) è un comune italiano sparso di 543 abitanti della provincia di Bergamo in Lombardia che si compone dall'unione di quattro nuclei abitativi: Olda, Sottochiesa, Pizzino e Peghera.
Situato al termine della Val Taleggio, a circa 37 chilometri a nord dal capoluogo orobico, dà il nome all'omonimo formaggio.

## Geografia fisica

### Territorio
Il territorio comunale è caratterizzato da una forte connotazione alpina, nonché dall'attraversamento del torrente Enna, che scorre in profonde gole scavate dall'azione erosiva dell'acqua, e si getta nel fiume Brembo a valle del comune.

### Clima
Il clima è variabile e cambia in base al variare delle stagioni. Gli inverni sono generalmente freddi e umidi mentre le estati miti e soleggiate. Il mese più caldo è quello di luglio dove si possono raggiungere picchi di 25 gradi. Maggio risulta essere il mese più piovoso dell'anno caratterizzato da fenomeni temporaleschi di media intensità per brevi periodi di tempo.
| Mese               | Mesi | Mesi | Mesi | Mesi | Mesi | Mesi | Mesi | Mesi | Mesi | Mesi | Mesi | Mesi | Stagioni | Stagioni | Stagioni | Stagioni | Anno |
| Mese               | Gen  | Feb  | Mar  | Apr  | Mag  | Giu  | Lug  | Ago  | Set  | Ott  | Nov  | Dic  | Inv      | Pri      | Est      | Aut      | Anno |
| ------------------ | ---- | ---- | ---- | ---- | ---- | ---- | ---- | ---- | ---- | ---- | ---- | ---- | -------- | -------- | -------- | -------- | ---- |
| T. max. media (°C) | 3    | 5    | 9    | 13   | 18   | 22   | 25   | 24   | 19   | 13   | 7    | 3    | 3,7      | 13,3     | 23,7     | 13       | 13,4 |
| T. min. media (°C) | −5   | −4   | 0    | 3    | 7    | 11   | 14   | 13   | 10   | 5    | 0    | −4   | −4,3     | 3,3      | 12,7     | 5        | 4,2  |

## Origini del nome
Il toponimo deriva dal latino Tilietulum ed indica un piccolo albero di tiglio, molto presente nel contesto valligiano. Successive traslazioni hanno portato a Tiletlum, poi diventato Tilleggio. Piccolo borgo incastonato tra i monti, che deve l'origine del proprio toponimo alla conformazione tortuosa (valle tortuosa) che questa valletta possiede, non annovera episodi di spessore nella sua storia.

## Storia

### Le origini
Si pensa che i primi insediamenti stabili in questa zona siano riconducibili all'epoca delle invasioni barbariche, quando le popolazioni soggette alle scorrerie si rifugiarono in luoghi remoti, al riparo dall'impeto delle orde conquistatrici. In particolare, si presume che siano stati gli abitanti della vicina Valsassina ad arrivare per primi (presumibilmente attorno al VI secolo), come testimoniano alcuni toponimi uguali tra le due zone, svolgendo attività legate all'agricoltura, all'allevamento ed alla caccia.
In tal senso fu a lungo legata alla pieve di Primaluna, situata nella suddetta valle, con la quale il paese è collegato tramite una strada che reca verso Vedeseta ed il culmine di San Pietro, che segna la divisione con la provincia di Lecco.
I primi documenti indicano che il territorio comunale, una volta inserito nel Sacro Romano Impero, venne dato in feudo alla diocesi di Milano. Era l'epoca dei vescovi-conte, e qualche tempo dopo il reggente milanese Roberto Visconti affidò gran parte di questa zona a membri della propria famiglia, i Visconti di Milano.

### Il medioevo
Nel corso del XIV secolo i borghi di Taleggio vennero interessati dalle lotte tra guelfi e ghibellini, tanto da dotarsi di numerose fortificazioni e torri, di cui ora non restano che pochissime tracce.
Schierato con la fazione guelfa, vide tra i maggiori esponenti le famiglie Salvioni, Offredi e Bellaviti, che posero il loro quartier generale a Pizzino, dove era presente un piccolo castello. Questi si scontrarono ripetutamente con gli abitanti del vicino borgo di Vedeseta, che appoggiava i ghibellini.
Dopo una breve tregua verificatasi nel 1358 grazie all'intervento diretto di Bernabò Visconti, i combattimenti ripresero con intensità maggiore, raggiungendo livelli di recrudescenza mai visti.
Nel 1393 gli abitanti di Taleggio attaccarono e bruciarono il borgo di Vedeseta, le cui famiglie fecero scattare la rappresaglia su Peghera.
All'inizio del XV secolo l'intervento della Repubblica di Venezia pose fine alle diatribe, inglobando il territorio di Taleggio e ponendo i propri confini territoriali proprio a Vedeseta, che rimase dominio milanese.
La Serenissima elargì inoltre numerose esenzioni da tasse e dazi al paese di Taleggio, come ringraziamento della fedeltà accordata dagli abitanti in occasione delle dispute con i milanesi.
Nel frattempo gli abitanti si resero sempre più famosi per la produzione di un particolare tipo di formaggio, uno stracchino che assunse il nome del paese stesso, rendendo celebre l'intera valle. La diffusione dell'industria casearia fu inoltre favorita dai lunghi viaggi che gli allevatori locali compivano durante i mesi della transumanza nelle zone della pianura lombarda, dove il formaggio Taleggio venne sempre più apprezzato.

### L'età moderna
Il termine della Repubblica di Venezia avvenne nel 1797, quando irruppe la napoleonica Repubblica Cisalpina. Questa revocò i privilegi per l'intera zona, introdusse il catasto che comportò la separazione territoriale delle quattro parrocchie, salvo poi accorpare in un'unica entità amministrativa l'intera valle nel 1805. Tuttavia questa esperienza politica ebbe vita breve, e nel 1815 Taleggio fu un comune amministrativo anche all'avvento della dominazione austriaca, che istituì il Regno Lombardo-Veneto.
Da quel momento non si verificarono più episodi rilevanti nel paese, che seguì le sorti politiche del resto della provincia.
A partire dal XX secolo il territorio comunale è stato interessato da una crescente emigrazione, che ha portato allo spopolamento intere contrade, con conseguente perdita di parte delle tradizioni che hanno contraddistinto la popolazione nel corso dei secoli.

### Simboli
Lo stemma, non ancora ufficialmente concesso, è presente anche nello stemmario del Camozzi del 1888.
La croce diminuita d'argento potrebbe far riferimento al confine territoriale tra il Contado Milanese e lo Stato della Serenissima; la mucca al naturale ricorda la produzione del tipico formaggio locale; l'albero, un tiglio, evoca l'etimologia del nome del paese che deriva dal latino titilietum, "luogo coperto da tigli".
Il motto è ripreso dalla colonna fatta innalzare da Venezia a memoria del giuramento di fedeltà prestato dai valligiani alla Repubblica.
Il gonfalone è un drappo interzato in palo di verde, di bianco e di rosso.

## Monumenti e luoghi d'interesse

### Architetture religiose
Il territorio comunale di Taleggio è caratterizzato dalla presenza di numerosi edifici di culto, distribuiti tra le diverse contrade e frazioni, testimonianza di una profonda e radicata devozione popolare. Questi edifici sacri costituiscono un rilevante patrimonio culturale, storico e artistico, arricchito nel corso dei secoli grazie a donazioni e committenze locali. Attualmente si contano quattordici chiese, la cui costruzione si è sviluppata in un arco temporale che va dall'XI al XX secolo.
La più antica tra queste è la chiesa di Pizzino, documentata sin dal XII secolo come dipendente dalla pieve di Primaluna. Le chiese presenti nel territorio di Taleggio rimasero sotto la giurisdizione ecclesiastica di Pizzino fino alla metà del XV secolo, quando la Parrocchia di San Bartolomeo in Vedeseta ottenne l'autonomia dalla chiesa madre.
Di particolare rilievo è la complessa situazione giurisdizionale che ha interessato la valle tra il 1428 e il 1797. Durante questo periodo, il comune di Taleggio ricadeva sotto l'amministrazione della Repubblica di Venezia, mentre il vicino comune di Vedeseta apparteneva al Ducato di Milano. Tale frammentazione si rifletteva anche a livello ecclesiastico: le due comunità erano infatti soggette a differenti diocesi, con Vedeseta integrata nella Diocesi di Milano e Taleggio nella Diocesi di Bergamo. Questa separazione perdurò fino al 1997, quando la Parrocchia di Vedeseta fu definitivamente annessa alla Diocesi di Bergamo, sancendo così l'unificazione religiosa della valle.

#### Chiesa parrocchiale di Sant'Ambrogio Dottore

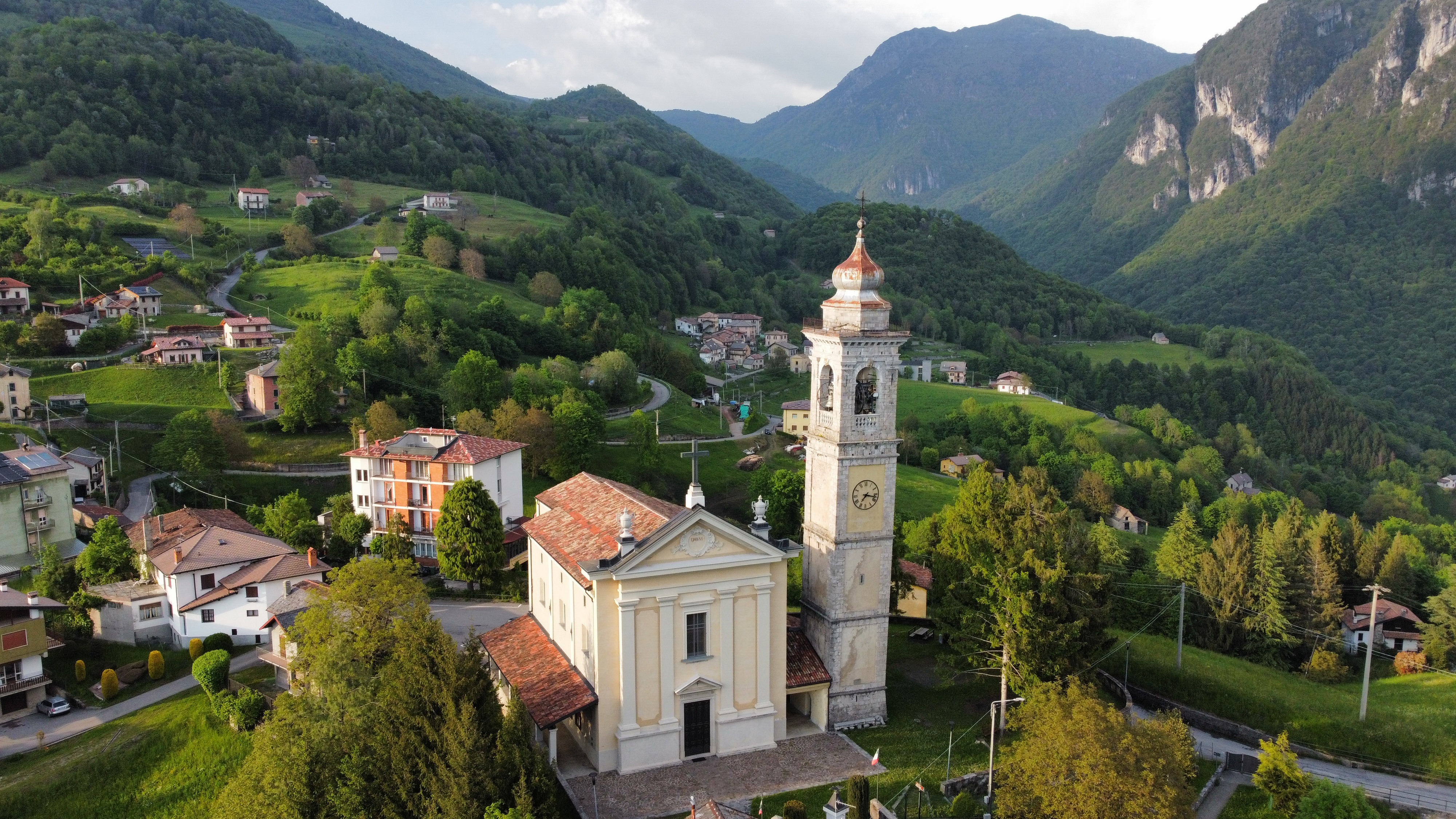
Chiesa Parrocchiale di Sant'Ambrogio

La chiesa ha una storia molto antica, è considerata la più antica della val Taleggio, ed era originariamente inserita nella diocesi di Milano.
La data 1010 è impressa in numeri romani su di una croce, che era un'antica chiave di volta, murata nel portico. Questo porterebbe alla considerazione che quella sia la data di fondazione, e quella conservata appartenga alla chiesa primitiva. Nel 1225 all'edificio fu aggiunta una nuova cappella. Risulta fosse indicata nell'elenco delle chiese tributarie di san Pietro di Primaluna. Aggregate alla chiesa vi erano quelle di San Giovanni Battista di Sottochiesa e dei Santi Pietro e Paolo di Olda che furono si divisero nel 1494.
Nel Settecento la chiesa si presentava ammalorata e la curia di Milano invitò la popolazione a innalzare un nuovo edificio, che fu iniziato in località più decentrata, nel 1714 con la posa della prima pietra dall'allora curato Pietro Bellaviti Buttoni il 12 settembre. La nuova chiesa era stata progettata dall'architetto svizzero Antonio Berregio o Berizzi. L'edificio fu aperto alle funzioni religione il 28 settembre 1721. L'arcivescovo di Milano Giuseppe Pozzobonelli il 18 giugno 1754, visitò e consacrò il nuovo edificio confermandone l'antica intitolazione.
Con la definizione dei nuovi confini diocesani, la chiesa fu trasferita dall'arcidiocesi di Milano a quella di Bergamo. Il passaggio durò il triennio tra il 1784 e il 1787. Le autorità civili nel 1784 ne autorizzarono il passaggio, toccò poi alla Sacra Congregazione Concistoriale. Il 13 novembre 1786 papa Pio VI ne confermò l'autorizzazione con la bolla pontificia e nel 1784 la pratica fu ufficializzata dalle autorità vescovili di Milano e Bergamo.
Nell'elenco dello Stato del clero la chiesa è indicata nel vicariato di Sottochiesa, retta da un parroco coadiuvato e sussidiare le chiese di Santa Maria, San Lorenzo Antonio abate e Rocco, di Santa Vittoria dove furono sigillate reliquie di antichi martiri cristiani recuperate nel 1816 dalle catacombe di San Callisto.
Nel Novecento la chiesa fu oggetto di nuovi lavori. Le decorazioni della volta furono realizzate dal pittore Fermo Teragni nel secondo decennio, così come lavori di ammodernamento della facciata. Il vescovo Adriano Bernareggi il 21 agosto 1941 consacrò il nuovo altare maggiore e in quell'occasione fece dono delle reliquie dei santi Alessandro di Bergamo, Vittore, Ambrogio di Milano, Carlo e Nicola che furono sigillate nella nuova mensa. Durante il secondo conflitto mondiale alcuni soldati tedeschi applicarono il fuoco ad alcuni oggetti sacri per questo furono ricostruiti alcuni altari e nel 1953 fu posata la nuova pavimentazione. I lavori di ammodernamento furono seguiti dall'architetto Luigi Angelini.
Con il decreto vescovile del 27 maggio 1979 del vescovo Giulio Oggioni, la parrocchiale fu inserita nel vicariato locale di San Giovanni Bianco-Sottochiesa.
Nel 2010 venne restaurata la facciata e il retro della chiesa in occasione del millenario dalla sua prima fondazione

#### Santuario della Madonna Assunta di Salzana

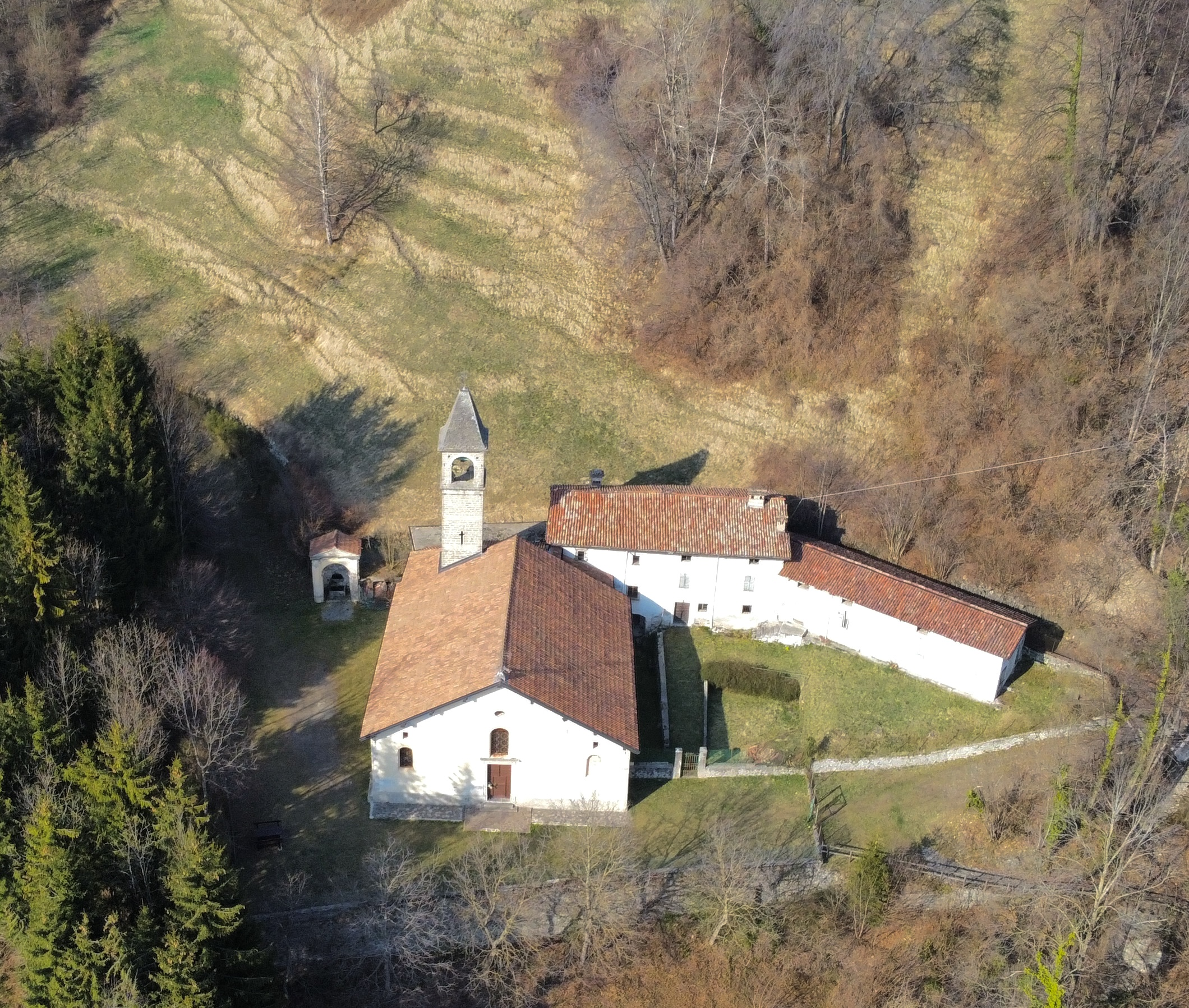
Santuario di Salzana

Nel quattordicesimo secolo, in una posizione soleggiata situata al crocevia di mulattiere e sentieri che collegavano Pizzino con Fraggio e Sottochiesa, ai piedi del monte Ardino, si trovava la contrada di Salzana con la sua piccola chiesa dedicata a san Gregorio. La zona era popolata da mandriani, bergamini e contadini che si dedicavano principalmente all'allevamento e all'agricoltura, conducendo una vita semplice e modesta. Lungo la mulattiera che portava al borgo del Fraggio, vi era un'edicola con una statua lignea dipinta della Madonna con il Bambino in braccio, molto venerata e apprezzata dalla popolazione locale, in particolare dalle donne incinte e dalle madri.
Nel 1359, l'area subì un clima particolarmente rigido e tempestoso, caratterizzato da abbondanti nevicate e temporali che causarono gravi danni alle abitazioni locali e compromisero la stabilità del terreno, in particolare dei pendii. Il 27 novembre dello stesso anno, durante l'ora di cena, il versante ripido del monte Ardino, situato proprio sopra l'abitato di Salzana, cedette improvvisamente, causando una massiccia frana che seppellì 60 famiglie e causò la morte di circa 250/300 persone.
L'intera popolazione della Valle fu sconvolta dalla tragedia e gli abitanti dei paesi circostanti si mobilitarono per prestare soccorso e lavorare per estrarre i sopravvissuti dalle macerie. Tuttavia, il bilancio delle vittime fu tragico. Miracolosamente, l'edicola con la statua della Madonna lungo la mulattiera rimase intatta.
Dopo un periodo di tempo successivo alla disastrosa calamità che aveva distrutto la zona, alcune persone sopravvissute insieme ad altre famiglie si adoperarono con determinazione per ricostruire le abitazioni e far rivivere la comunità. Tuttavia, agli inizi del 1466, quando sembrava possibile voltare pagina, una nuova frana distrusse tutto ciò che era stato ricostruito. Dopo una riunione con le comunità locali della Valle, si decise di commemorare questo evento tragico che aveva colpito tutti, ed il 16 marzo del 1466 si svolse un'assemblea nel sagrato della chiesa di Pizzino.
Nel 1548, il santuario di Salzana fu consacrato dal vescovo ausiliario di Milano, monsignor Melchiorre Crivelli, il 17 giugno. L'altare maggiore del santuario, realizzato in marmo nero con intarsi e altre decorazioni, presenta al centro una pala raffigurante Assunzione di Maria, dipinta a olio su tavole di legno nel 1534 da due allievi del Lotto: Francesco Bonetti, originario della Val Brembana, e Lucano da Imola. Tra il 1652 e gli anni '60 del XX secolo, il santuario di Salzana divenne un importante centro per le celebrazioni quaresimali, per le quali l'allora parroco di Peghera, don Giacomo Maria Salvioni, istituì un legato perpetuo nel 1713. Il 6 settembre 1721 venne fondata la Confraternita del Carmine, che si occupava di organizzare la solenne festa della terza domenica di luglio, durante la quale veniva portata in processione la statua in legno della Madonna del Carmelo, vestita con abiti di seta ricamata e ornata da ricchi gioielli.

#### Oratorio di Sant'Antonio Abate

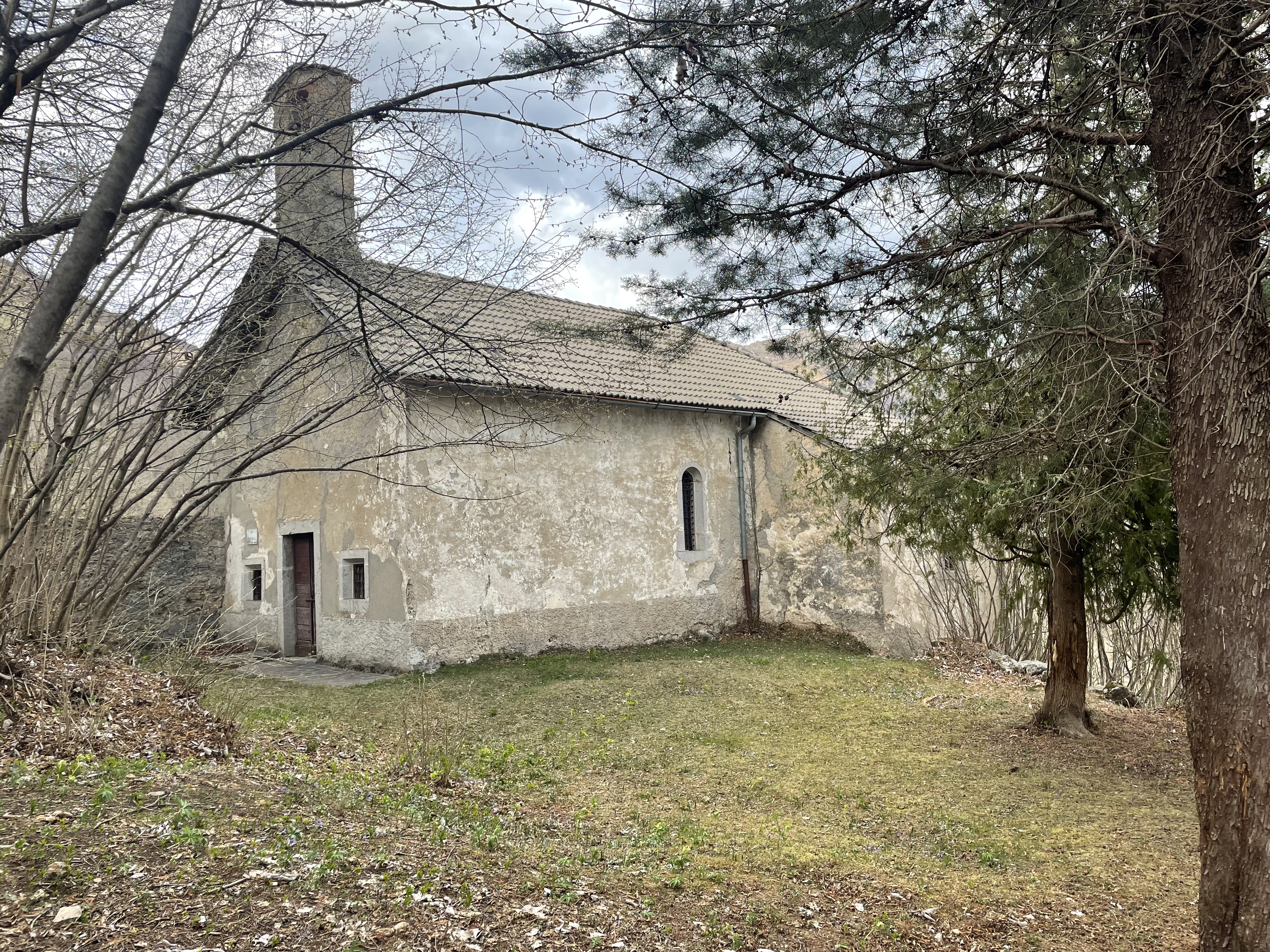
Oratorio di Sant'Antonio Abate

La chiesa, edificata nel 1483 secondo il volere di Andreina Vitali fu Filippo, conserva al suo interno un importante ciclo di affreschi attribuito alla famiglia Baschenis di Averara risalenti al 1505. Sono identificabili sull'arco trionfale l'Annunciazione ed episodi della vita di Sant'Antonio Abate mentre sulla parete destra la Gloria di San Francesco d'Assisi e la rappresentazione di un papa. L'edificio conserva la sua struttura architettonica originale e sulla sommità del piccolo campanile a vela è presente una campana di fonditore anonimo datata 1482, la quale risulta essere la più antica di tutta la Val Brembana e una tra le più antiche della Provincia di Bergamo.

#### Oratorio di San Lorenzo Martire

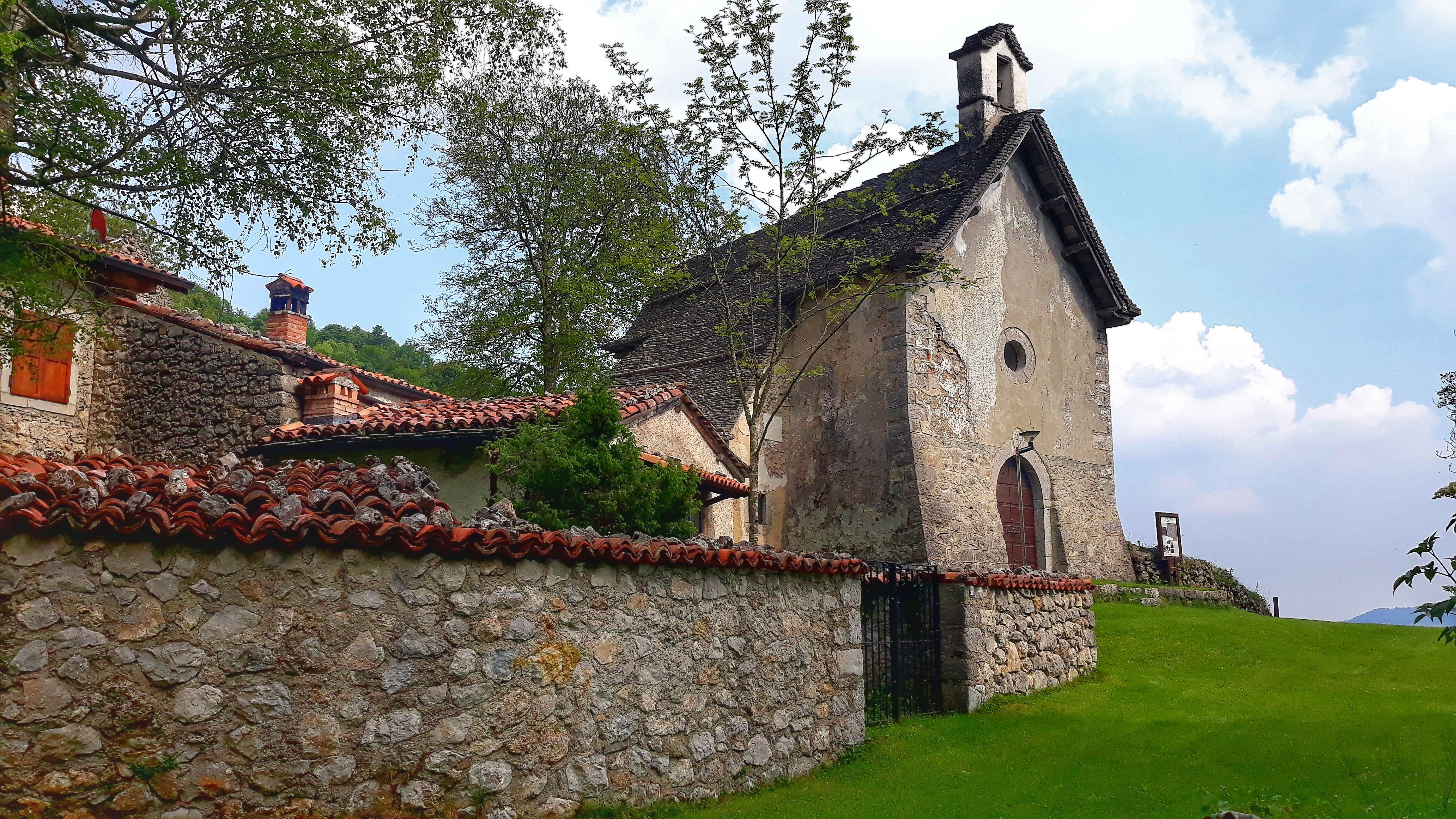
Oratorio di San Lorenzo Martire

Nel 1445, nella piccola contrada del Fraggio, piccola località posta nei pressi di Pizzino in Val Taleggio, venne costruita una piccola cappella votiva dedicata a Santa Margherita. Tuttavia l'edificio non era sufficiente secondo le esigenze della popolazione locale. Di comune accordo venne eretta poco distante una nuova struttura più capiente dedicata a san Lorenzo Levita inaugurata solennemente il 14 luglio 1493. La chiesa venne consacrata contemporaneamente al vicino Santuario di Salzana nel 1548. Il 13 agosto 1582 il cardinale san Carlo Borromeo, durante una delle sue visite pastorali nella Diocesi di Milano celebrò una funzione all'interno dell'oratorio e benedisse la vicina fonte. Nel 1930, gli abitanti del Fraggio acquistarono una statua raffigurante la Madonna delle Grazie, inserendola in una nicchia a destra dell'altare. Il tetto venne completamente ricostruito nel 1995 con l'utilizzo delle piöde, le tradizionali lastre di ardesia, facilmente riscontrabili sui tetti della Val Taleggio e della Valle Imagna.

#### Oratorio di San Francesco d'Assisi

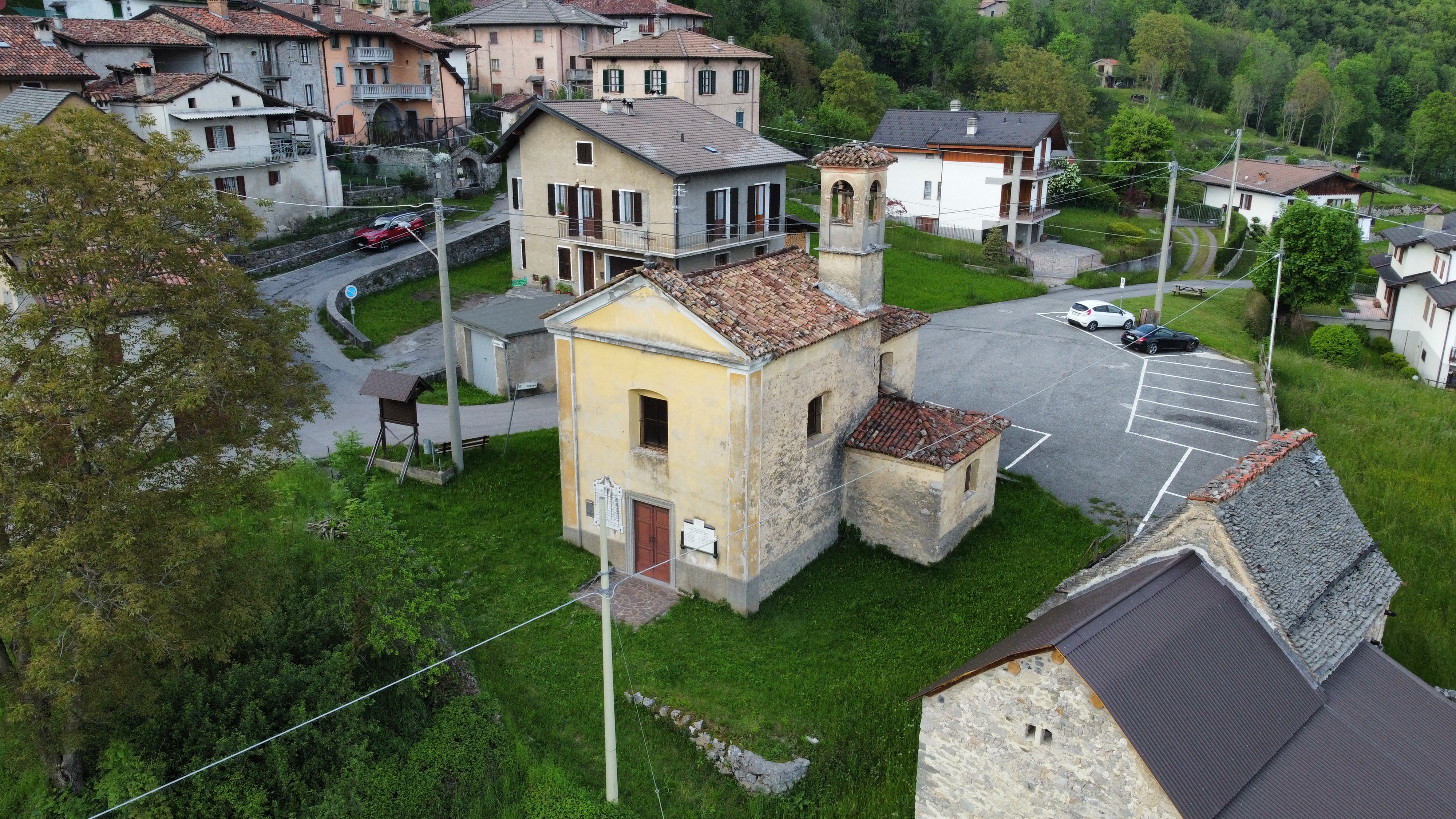
Oratorio di San Francesco d'Asissi

L'edificio, collocato al limitare della contrada del Grasso, nei pressi di Pizzino, venne costruito 1758 ma rimase incompiuto a causa di una controversia tra gli abitanti del borgo e il parroco di allora Don Luigi Biava Salvioni, a causa della costruzione del campanile della chiesa Parrocchiale successivamente terminato nel 1778. La chiesa rimase adibita a magazzino per 177 anni a disposizione dei mandriani che si recavano in alpeggio durante i mesi estivi. L'edificio, che intanto era diventato di proprietà del comune di Taleggio, venne donato alla Fabbriceria parrocchiale dal podestà Giacomo Bellaviti nel 1935. Consacrato il 3 di agosto dello stesso anno venne abbellito dalla pala d'altare dipinta da Vittorio Manini raffigurante San Francesco d'Assisi con il lupo e l'agnello. Per l'occasione sulla facciata esterna sono state poste due lapidi a memoria di 25 caduti pizzinesi periti durante le guerre mondiali.

#### Oratorio di San Rocco

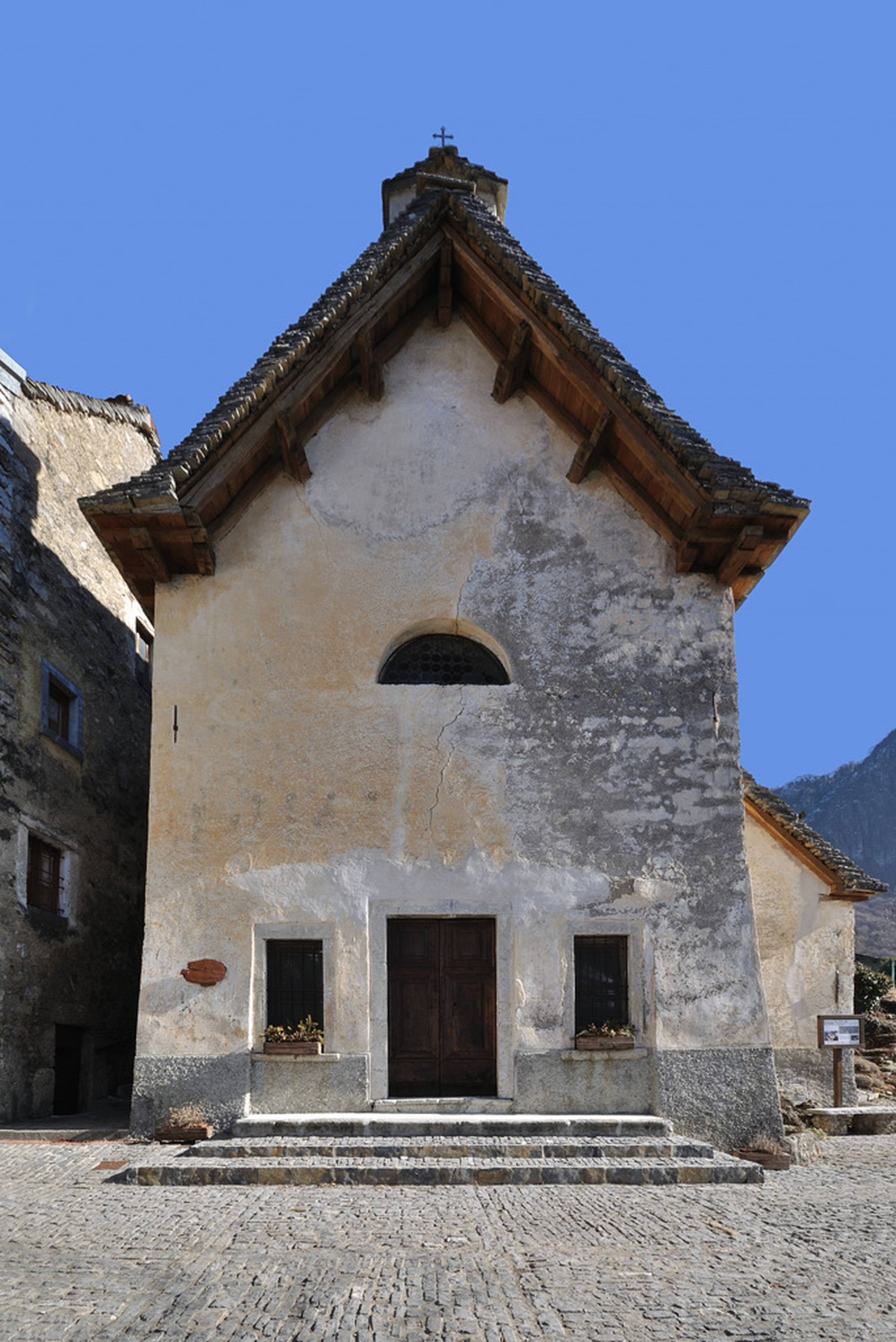
Oratorio di San Rocco

L'edificio, venne completato e benedetto il 16 agosto 1590, festa di San Rocco. Nel corso del XVII secolo, furono realizzati l'altare maggiore in muratura intonacata e marmorizzata, la pala d'altare di pregevole fattura raffigurante la Madonna col Bambino tra san Giovanni Battista, Antonio Abate, san Giuseppe e san Rocco, una coppia di angioletti in stucco modellato posti sulla sommità dell'ancona, due bancali da presbiterio in noce intagliato posti ai lati della mensa ed un'acquasantiera in marmo.
Nel 1744, per mano del Curato Biava fu costruita la sagrestia sul lato destro dell'edificio, la cui copertura a una falda fu realizzata con piöde e al cui interno è presente un mobile in abete intagliato. Nel 1934, grazie al contributo del parroco Don Nicola Ghilardi, l'oratorio venne completamente restaurato e pochi anni più tardi venne aggiunta la balaustrata marmorea fornita dalla Ditta Oberti di Lenna nel 1939. Nel 2005, il tetto dell'edificio fu ricostruito utilizzando lastre di ardesia, seguendo la tradizione del luogo, e nel 2007 la piazzetta antistante la chiesa venne pavimentata.

#### Oratorio di San Lucio

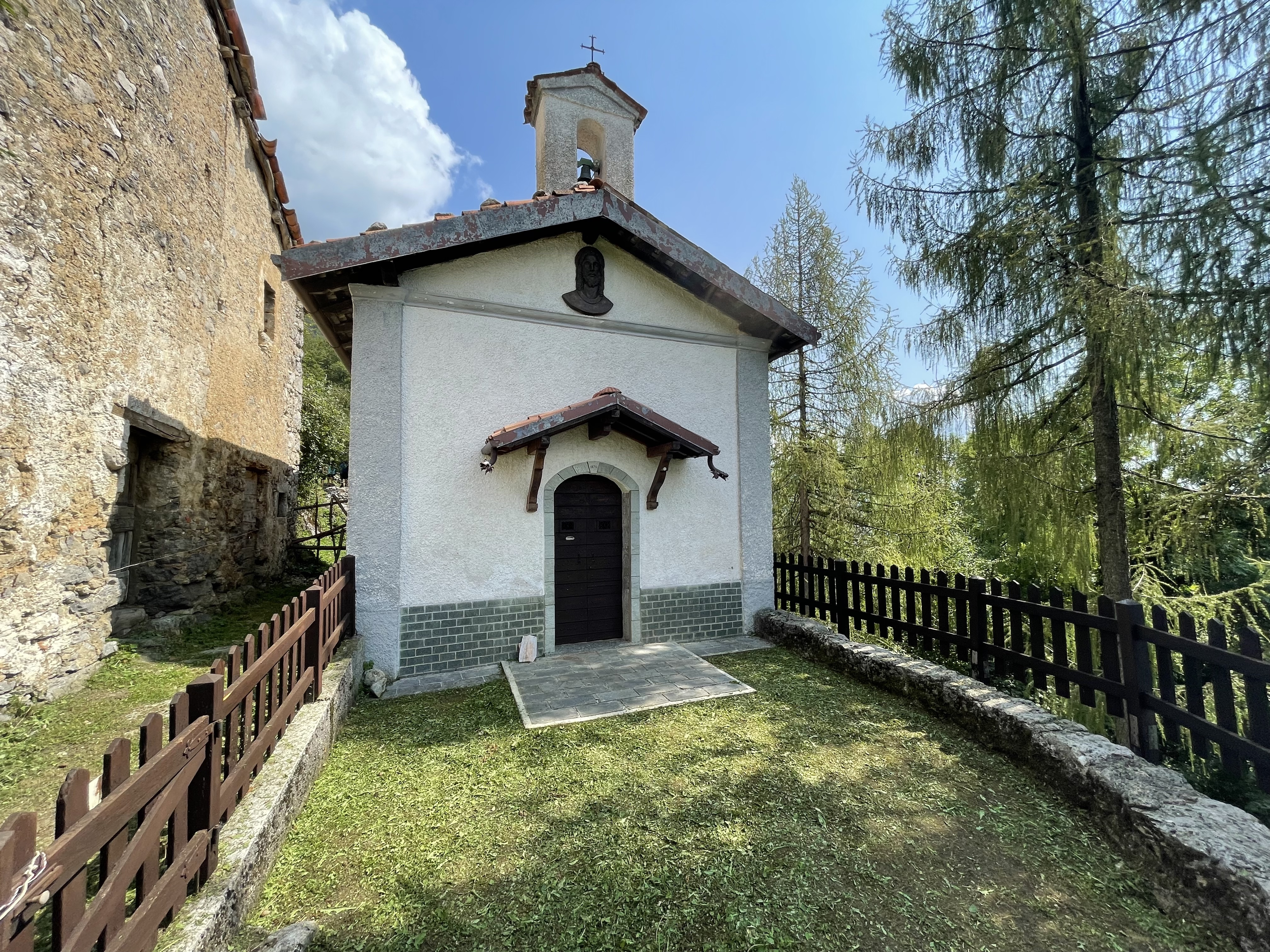
Oratorio di San Lucio

L'oratorio, costruito nel 1870 per volere dei mandriani che durante l'estate trascorrevano lunghi periodi con le mandrie sul Monte Cancervo, venne benedetto 18 agosto dello stesso anno dal Parroco Don Luigi Mauri.
Nel 1897 la chiesa venne visitata dal vescovo di Bergamo Mons. Camillo Guindani durante il pellegrinaggio pastorale pastorale iniziato nel 1881. Come testimoniato dalla piccola lapide sulla parete sinistra, il vescovo concesse 40 giorni di indulgenza a chiunque visitasse l'oratorio.
Il 18 agosto 1935 in occasione dei 65 anni dalla consacrazione, la chiesa venne visitata nuovamente dal vescovo di Bergamo Mons. Adriano Bernareggi.
Nella notte tra il 3 e il 4 dicembre 1943 i soldati nazifascisti bruciarono la chiesa e tutta la borgata durante un rastrellamento che coinvolse i partigiani Marcel Jabin, Evaristo Galizzi e il genovese Giorgio Issel.
Numerosi preziosi arredi sacri furono irreparabilmente persi nell'incendio del 27 giugno 1944 che coinvolse la canonica di Pizzino. In via precauzionale, infatti, furono trasportati a Valle dalla popolazione locale che li affidò al parroco Mons. Valentino Ongaro, appena insediatosi nei primi mesi del 1944.
Nel dopoguerra, l'edificio venne nuovamente riaperto al culto.

#### Chiesa parrocchiale di San Giovanni Battista

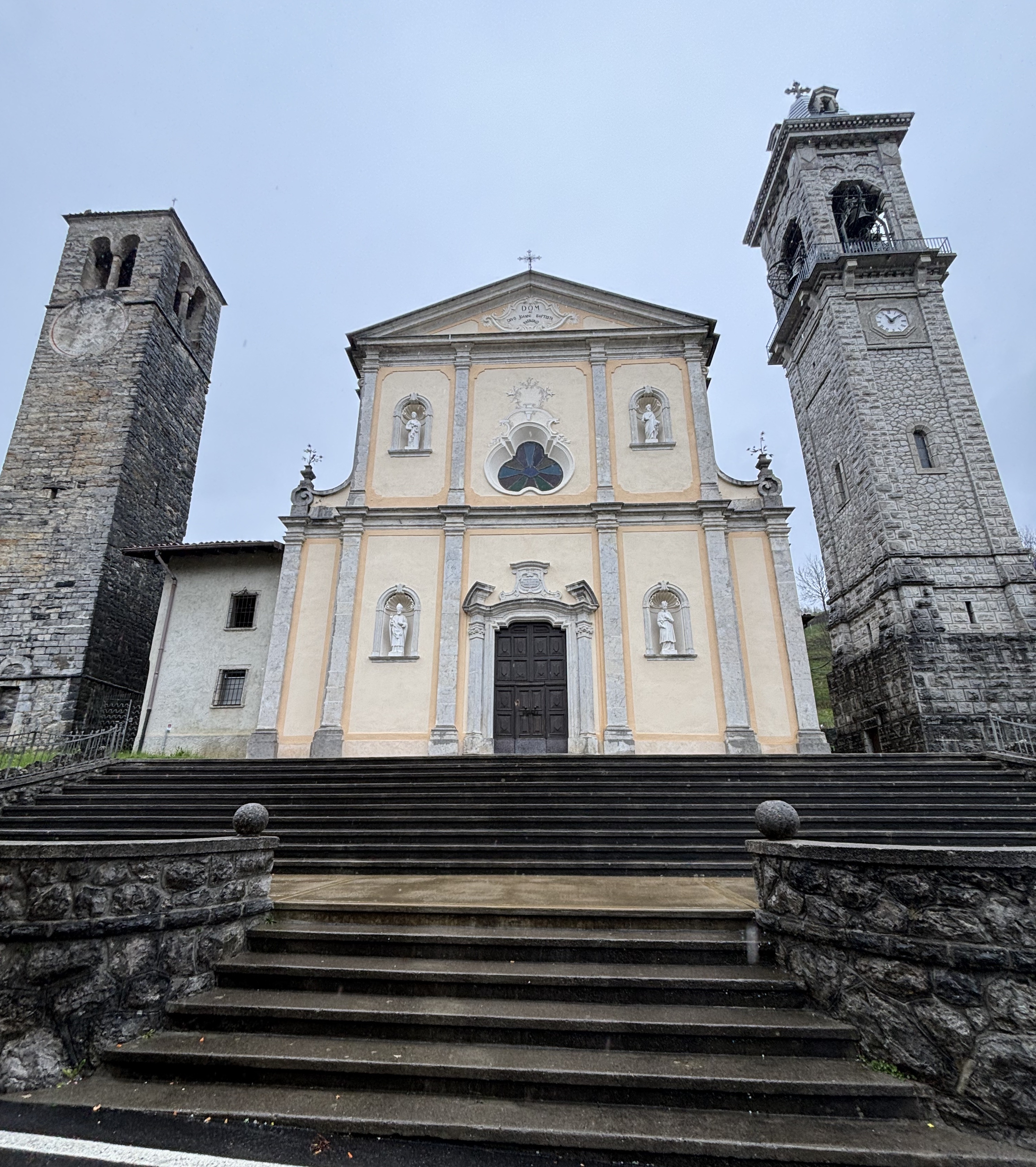
Chiesa Parrocchiale di San Giovanni Battista

La primitiva chiesa fu costruita nel XIII secolo nella località Sottochiesa, ma solo nel 1478 fu edificata la chiesa dedicata a san Giovanni Battista e si trovava nella diocesi di Milano. Il passaggio alla diocesi orobica fu conseguente alla nuova definizione dei confini diocesani. La chiesa era di dimensioni molto piccole a unica navata e il tetto sorretto da tre archi e consacrata dal vescovo suffraganeo dell'arcivescovo di Milano il Milano il 14 ottobre 1484. La chiesa fu eretta canonicamente a parrocchiale con decreto dell'arcivescovo di Milano Giovanni Arcimboldi del 22 aprile 1494 dopo lo smembramento dalla chiesa matrice di Sant'Ambrogio della località Pizzino.
La chiesa fu visitata da san Carlo Borromeo il 19 ottobre 1566, e dalla sua relazione si evince che la chiesa era povera seppure ben tenute, ordinò che “Si facciano, un bel tabernacolo in legno, che sia bello e indorato e venga posto sopra l’altare maggiore. Si restauri la chiesa al più presto”. Nel 1612 la chiesa fu oggetto di un importante restauro con nuovi decori finanziati dal nobile Bartolomeo Salvioni abitante nel borgo Sana Rosa. La chiesa però non rispondeva più alle necessità della comunità si decise la sua riedificazione. I lavori iniziarono nel 1731 e terminarono nel 1736.
Il passaggio iniziò con l'intervento della Sacra Congregazione concistoriale dei vescovi nel 1784, autorizzazione poi completata con la bolla pontificia del 13 novembre 1786 di papa Pio VI, e nel 1787 dalle autorità ecclesiastiche dell'episcopio. Nel Novecento l'edificio fu restaurato e il 16 settembre 1911 fu nuovamente consacrato dal vescovo di Bergamo Giacomo Radini-Tedeschi che fece dono delle reliquie dei santi Prospero e Innocente che furono sigillate nella nuova mensa dell'altare maggiore. La chiesa mantenne l'antica intitolazione a san Giovanni Battista. Nel biennio 1914-1915 fu costruito il nuovo campanile su progetto dell'architetto Luigi Angelini, mentre la facciata fu ultimata nel 1940 con la posa delle statue marmoree. La seconda metà del Novecento furono eseguiti lavori di consolidamento e adeguamento con la posa del nuovo altare.
Con decreto del 27 maggio 1979 del vescovo Giulio Oggioni la parrocchiale è inserita nel vicariato locale di San Giovanni Bianco-Sottochiesa.

#### Chiesa delle Sante Lucia e Rosa da Lima

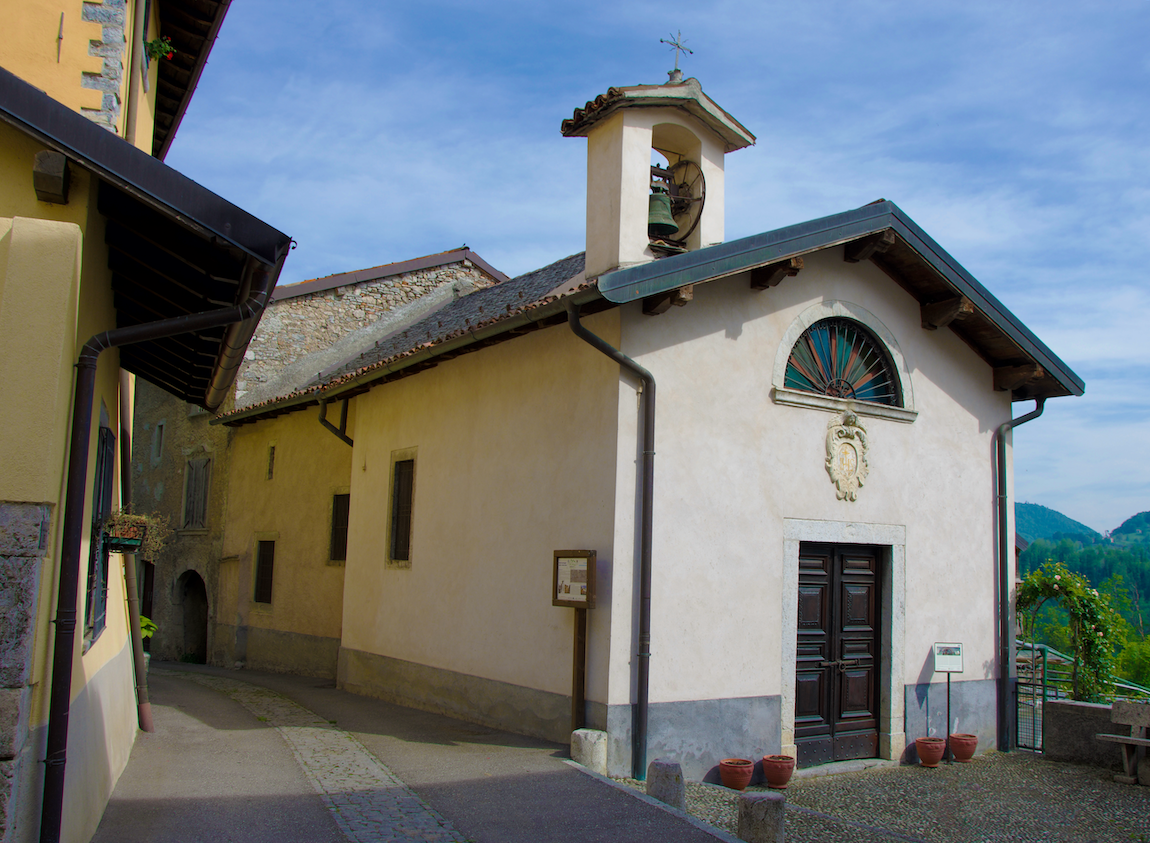
Chiesa delle Sante Lucia e Rosa da Lima

La chiesa venne eretta come cappella ad uso privato nel 1860 da Davide Salvioni Biava, membro appartenente all'omonima famiglia di ricchi benefattori del paese durante il XVIII e il XIX secolo. Posta di fronte all'edificio, è ancora presente l'antica dimora dei proprietari nel piccolo borgo. All'interno spicca la bella pala d'alare seicentesca raffigurante le sante titolari dell'edificio, antecedente alla costruzione della chiesa. Nel 1998 fu ricostruita la mensa dell'altare maggiore e decorata a motivi geometrici con marmi policromi dipinti.

#### Chiesa parrocchiale dei Santi Pietro e Paolo

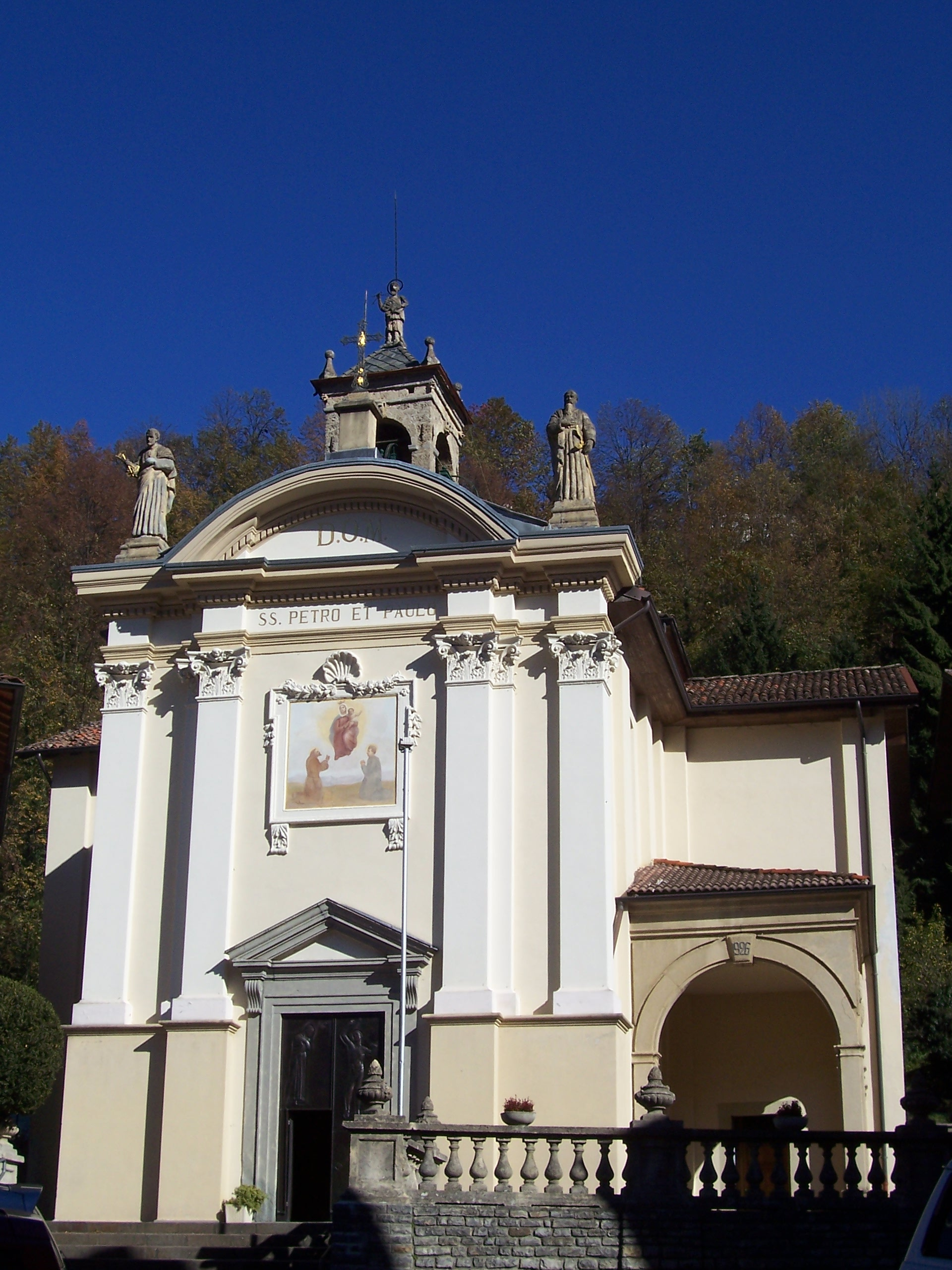
Chiesa Parrocchiale dei Santi Pietro e Paolo

La chiesa dedicata ai santi Pietro e Paolo, risulta presenta fin dal XV secolo sul territorio di Olda, edificata tra il 1477 e il 1497, dipendente dalla parrocchiale di Sant'Ambrogio di Pizzino da cui fu dismembrata con decreto del 22 aprile 1494, anche se la piena autonomia fu raggiunta solo nel XVI secolo.
La chiesa primitiva fu completamente ricostruita una prima volta nel 1770.
La chiesa apparteneva alla arcidiocesi di Milano fino al 1784, anno in cui furono ridefiniti i confini tra le due diocesi, milanese e di Bergamo. Il passaggio durò il triennio 1784-1787. Il primo passaggio fu l'autorizzazione delle autorità civili, fu poi la Sacra congregazione concistoriale e la bolla pontificia di Pio VI del 13 novembre 1786 e il passaggio definitivo nel 1787, fu l'ufficialità delle autorità vescovili, venendo da subito inserita nella vicariato di Sottochiesa. La parrocchiale fu inserita nello stato del clero diocesano del 1861. Dal documento risulta che vi era un parroco coadiuvato da un cappellano e sussidiario era l'oratorio dedicato a Santa Maria Elisabetta.
Negli ultimi anni del XIX secolo, la chiesa non rispondeva più alle necessità dei parrocchiani, fu quindi ricostruita su progetto di Antonio Piccinelli, e il 15 agosto 1897 il nuovo edificio fu consacrato dal vescovo di Bergamo Gaetano Camillo Guindani che fece dono delle reliquie dei santi Alessandro di Bergamo, Prospero e Valentino che furono sigillate nella nuova mensa dell'altare maggiore. L'aula fu ultimata con i decori interni nel 1912 e nel 1926 fu edificato il porticato esterno. Nel 1935 la facciata fu ultimata con l'affresco posto sopra l'ingresso maggiore.
Con il decreto vescovile del 27 maggio 1979 del vescovo Giulio Oggioni, la parrocchiale fu inserita nel vicariato locale di San Giovanni Bianco-Sottochiesa.

#### Chiesa della Beata Vergine di Lourdes
Il piccolo edificio posto sul limitare del paese, fu costruito e consacrato nel 1757 per volere di don Giuliano Locatelli Pasinetti, parroco di Olda dal 1738 al 1767 ed appartenente ad un casato importante nel paese. La chiesa venne inizialmente dedicata alla Visitazione di Maria, tuttavia nel 1906, una volta cessato il giuspatronato della famiglia Pasinetti, venne profondamente modificata dal Parroco Tommaso Lessi. Per l'occasione venne smantellato il presbiterio e trasformato in una grotta, con la conseguente ridedicazione della chiesa alla Beata vergine di Lourdes. Nel 1991 fu rimaneggiata la mensa del presbiterio in ottemperanza alle indicazioni del Concilio Vaticano II e fu posato un nuovo altare in legno di noce intagliato, opera di Mangili Tacito Rino. per l'occasione furono inoltre restaurate le balaustrate in marmo nero

#### Chiesa parrocchiale di San Giacomo Maggiore

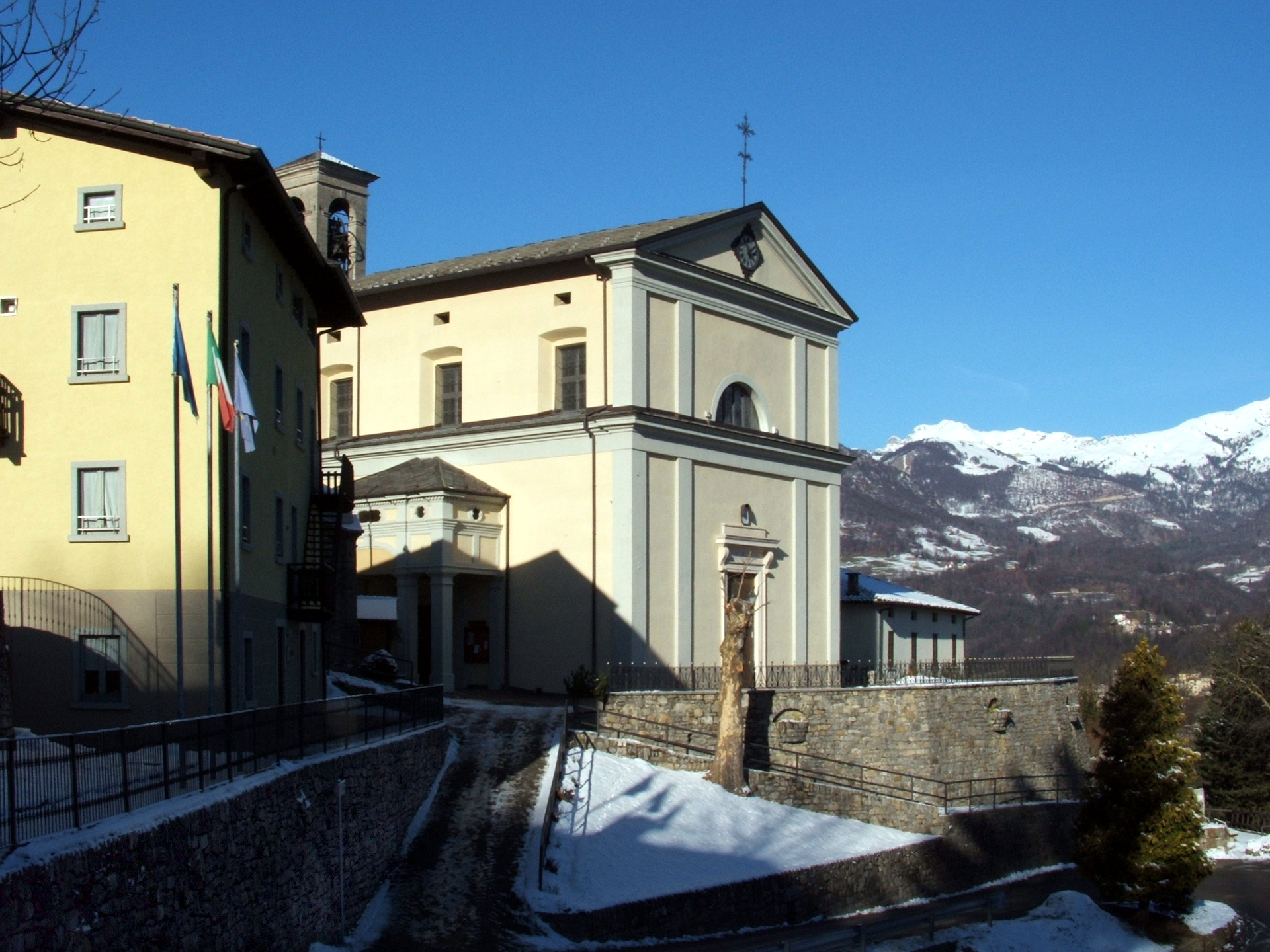
Chiesa Parrocchiale di San Giacomo Maggiore

La prima indicazione di una chiesa intitolata a san Giacomo Maggiore nella località di Peghera è inserita nel “Liber notitiae Sanctorum Mediolani” di Goffredo da Bussero della diocesi di Milano. Il 25 agosto 1474 fu retta canonicamente a parrocchiale autonoma con atto rogato da Costanzo Salvioni. L'edificio fu consacrato e intitolato a san Giacomo Maggiore dall'arcivescovo di Milano Guidantonio Arcimboldi.
Il passaggio dalla diocesi milanese a quella orobica fu conseguente alla nuova definizione dei confini diocesani e durò il triennio 1784-1787. Ebbe inizio con l'autorizzazione delle autorità civili e successivamente con l'intervento della Sacra Congregazione concistoriale nel 1784, autorizzazione poi completata con la bolla di papa Pio VI del 13 novembre 1786, e nel 1787 dalle autorità ecclesiastiche dell'episcopio venendo subito inserita nella circoscrizione del vicariato della chiesa della frazione Sottochiesa.
Nella prima metà dell'Ottocento la chiesa fu oggetto di lavori di miglioramento, per essere poi completamente ricostruita. Il 16 aprile 1868 fu posta della prima pietra del nuovo edificio, su progetto di Giuseppe Arrigoni. La chiesa doveva essere ultimata nel 1871, quando risulta che fu benedetta. La chiesa fu consacrata dal vescovo Giacomo Radini-Tedeschi nel 1906 e mantenuta nella medesima intitolazione. In quell'occasione furono donate le reliquie dei santi Vincenzo, Placido e Valentino che furono sigillate nel nuovo altare maggiore.
Nel Novecento furono eseguiti decori e pitture della volta, e lavori di mantenimento e ammodernamento con la posa del nuovo altare in ottemperanza all'adeguamento liturgico delle chiese.
Con decreto del 27 maggio 1979 del vescovo Giulio Oggioni la parrocchiale è inserita nel vicariato locale di San Giovanni Bianco-Sottochiesa.

#### Chiesa di Santa Maria Annunziata
La chiesa venne edificata sulla fine del 1700 in sostituzione di un'antica cappelletta con il concorso del lascito di un pio "Testatore" e delle elemosine e fatiche degli abitanti di Peghera, della Costa e del Fronte. Nel 1812 la chiesa venne inizialmente abbellita con l'aggiunta della trabeazione. I lavori proseguirono nel 1914 con il completamento dell'apparato decorativo. Tra il 1953 e il 1954 la chiesa fu sottoposta ad un ulteriore intervento di restauro generale. All'ultimo decennio del XX secolo risale l'adeguamento liturgico eseguito in ottemperanza alle disposizioni del Concilio Vaticano II. Il nuovo altare rivolto verso il popolo è realizzato in metallo.

### Architetture civili

#### Castello dei Bellaviti
Nella frazione di Pizzino in località Corna, situata sullo sperone roccioso che domina tutta la vallata, fino alla seconda metà del XVIII secolo era presente l'antico Castello dei Bellaviti. Come testimoniato da antiche carte, oggi conservate presso l'archivio di stato di Milano, il maniero fonda le sue origini fin dal 1300. Oggi è in parte ancora presente nella suggestiva casa torre, seppur di ridotte dimensioni. Dalla sommità della Corna è possibile ammirare il panorama su tutta la Valle.

#### Ponte di Forcola

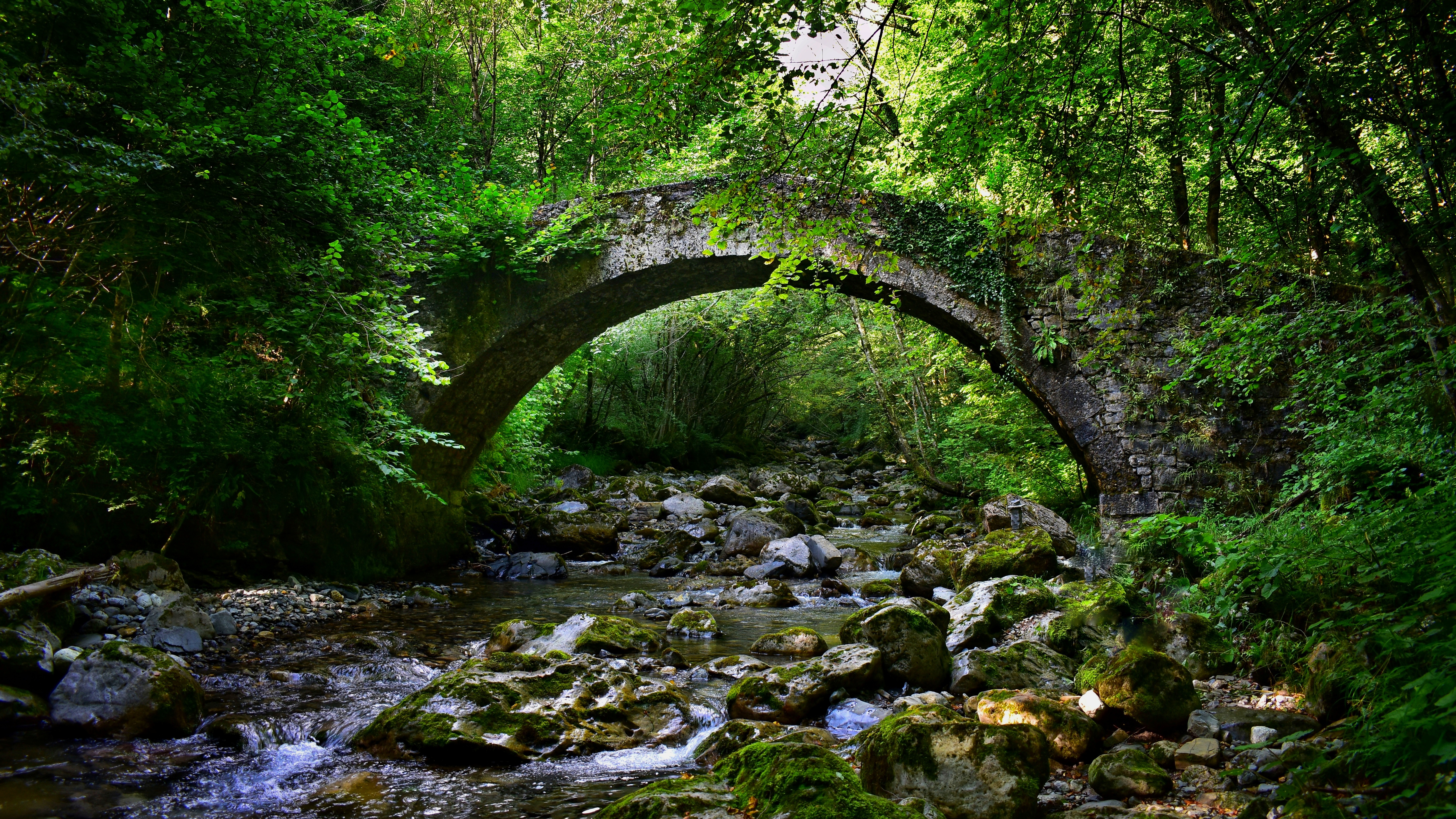
Ponte di Forcola

Il ponte, di origine medioevale è costruito sul torrente della Valle Asinina e per collega con una mulattiera San Giovanni Bianco a Sottochiesa. Il ponte è uno dei migliori conservati in Lombardia tra quelli risalenti al Medioevo.

#### Il campanile pendente
A Sottochiesa, accanto alla chiesa Parrocchiale dedicata a san Giovanni Battista è presente un campanile romanico risalente al XIII secolo. Pericolante e pendente verso sinistra, fu sostituito tra il 1914 e il 1916 con quello attuale, progettato dall'architetto bergamasco Luigi Angelini.

#### Il Rifugio Angelo Gherardi

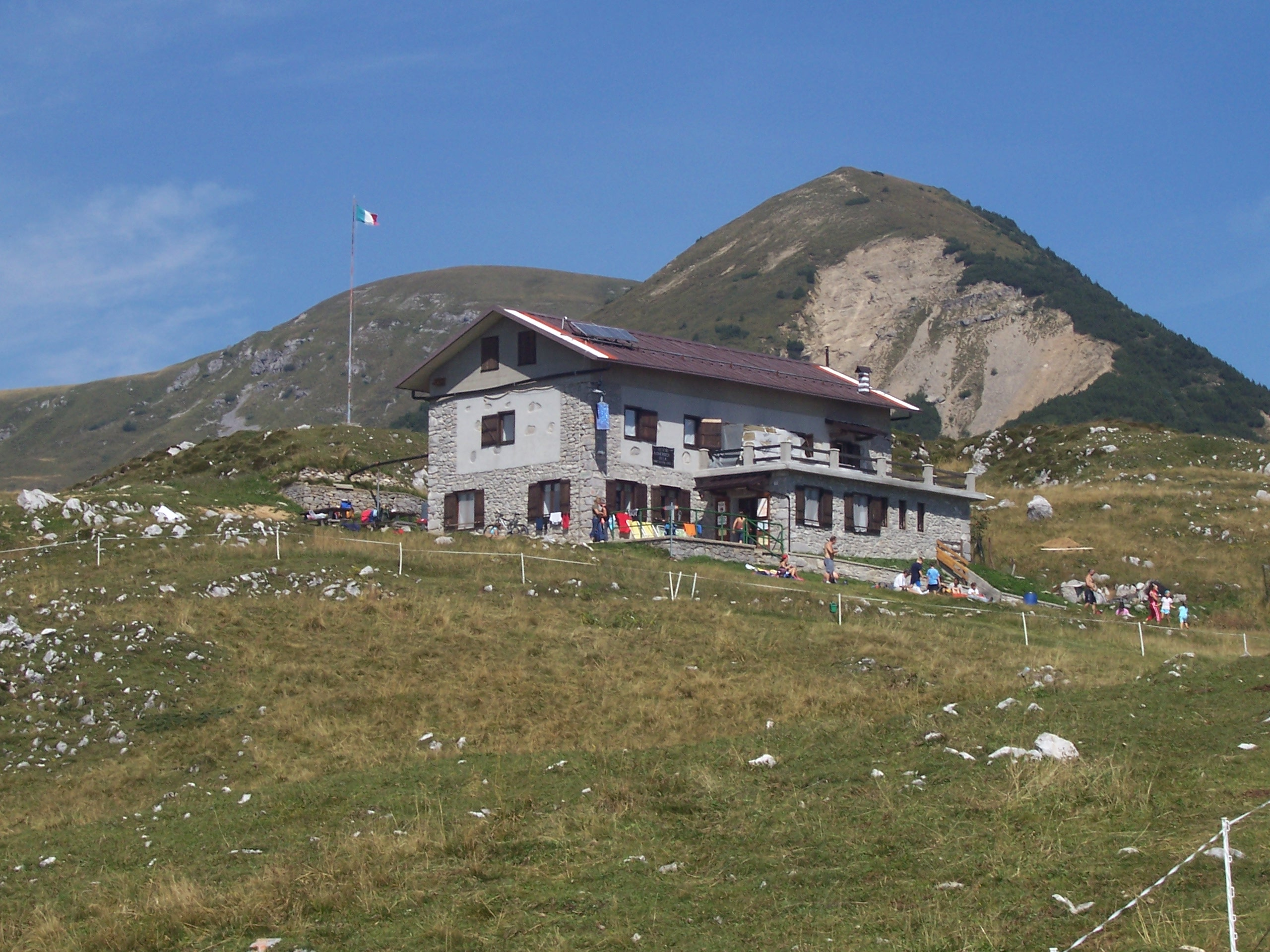
Rifugio Gherardi

Poco lontano dall'abitato di Pizzino, attraverso una strada sterrata è possibile raggiungere il Rifugio Angelo Gherardi, situato sui Piani d'Alben a 1650 m s.l.m. L'edificio è di proprietà della sezione di Bergamo del CAI, ma la gestione è affidata ad un gruppo di volontari dell'Operazione Mato Grosso ed il ricavato è interamente devoluto per il sostentamento dell'attività dell'ospedale di Chacas in Perù, ha una capienza di circa 80 posti letto e altrettanti posti a sedere in sala da pranzo. È aperto in modo continuativo da inizio giugno a metà settembre, mentre per il resto dell'anno rimane aperto solo nei giorni festivi e prefestivi, rimane chiuso tutto il mese di febbraio.
Il rifugio è facilmente accessibile dalla località Quindicina e pertanto è raccomandabile a chi inizia a muovere i primi passi in montagna. L'ambiente è assolutamente dolce e privo di pericoli, ed offre un vastissimo panorama su tutta la valle e la pianura lombarda.

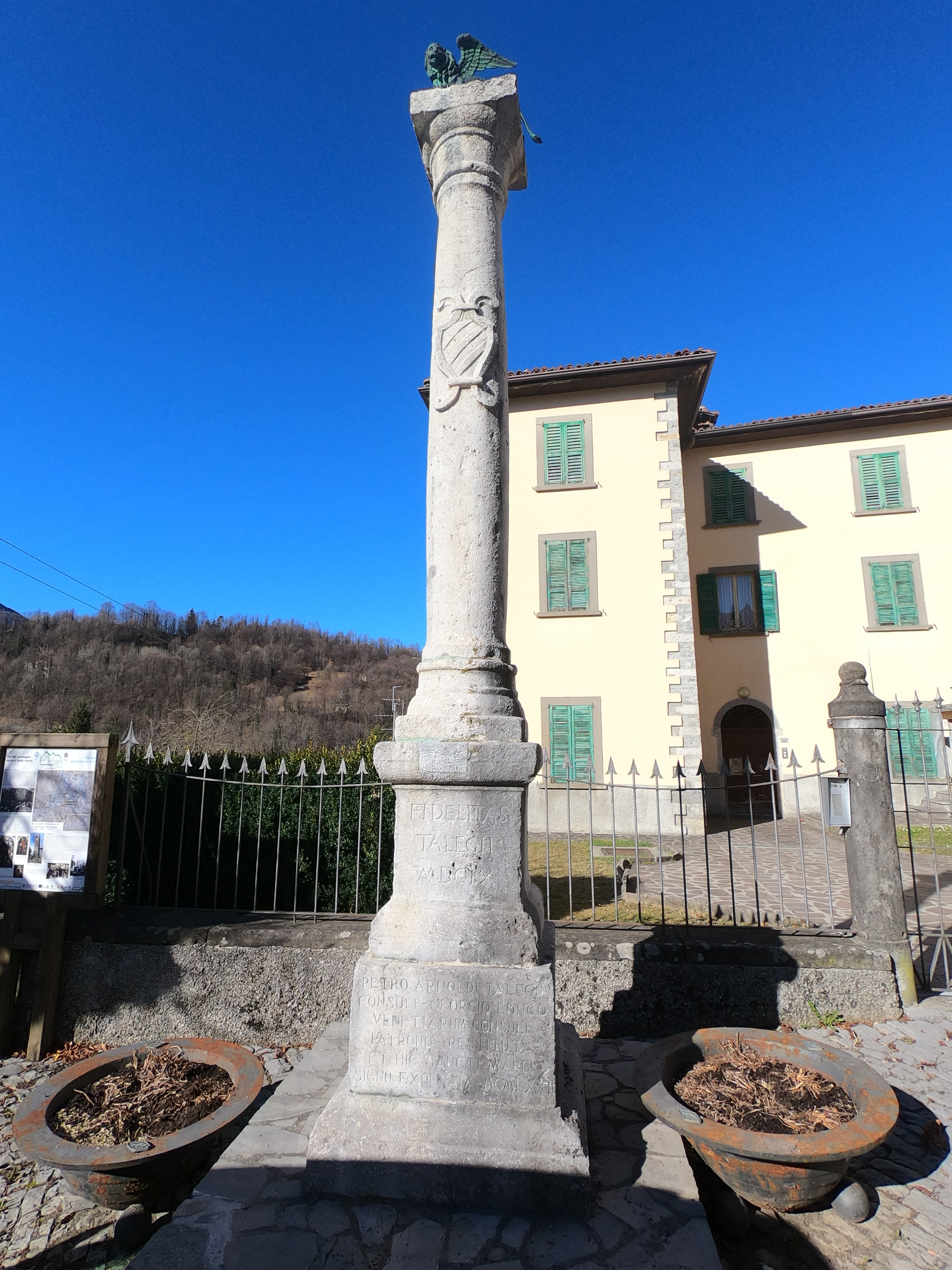
La colonna Fidelitas Talegii

### Altro

#### Colonna dellaFidelitas Talegii
Nel 1609 a Sottochiesa, a segno della memoria del legame tra il comune di Taleggio e la Repubblica di Venezia, venne eretta una colonna commemorativa. Spostata nel 1863 dirimpetto alla canonica, venne arricchita nel 1972 con un piccolo leone bronzeo.

### Aree naturali

#### Orrido della Val Taleggio
L'orrido della Val Taleggio, scavato dall'azione erosiva del torrente Enna, offre scorci mozzafiato dalla strada provinciale che lo attraversa. Nonostante il susseguirsi di curve che seguono il corso dell'Enna e di ponticelli che lo scavalcano, l'orrido è percorribile pressoché con ogni veicolo grazie alla strada tracciata tra il 1902 e il 1910 prima dalla Società Gas ed Elettricità di Lecco e poi dalla Società Orobia (che poi divenne Enel). Il percorso ora è divenuto strada provinciale 25, che da San Giovanni Bianco porta fino al confine con la provincia di Lecco. Tuttavia, la relativa giovinezza geologica delle pareti, in dolomia, rendono il tratto sensibile a fenomeni franosi. Interventi in questo senso stanno avendo luogo: il 27 maggio 2005 è stata inaugurata la prima di una serie di gallerie in progetto, necessarie a rendere più sicuro l'attraversamento dell'orrido.

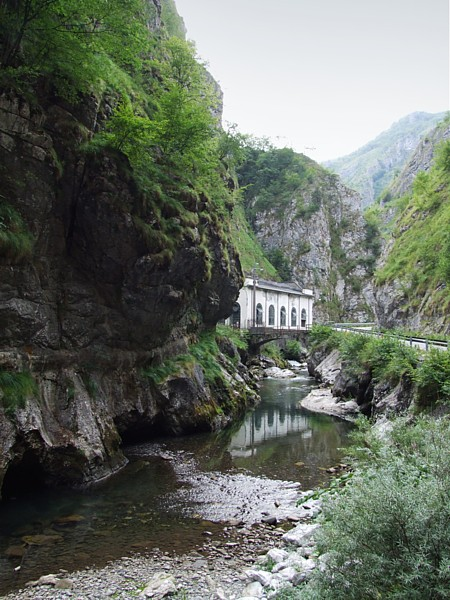
L'Orrido della Val Taleggio

Di forte suggestività è l'attraversamento dell'orrido a piedi: numerose sono le cascate di varia entità che in inverno diventano pareti di ghiaccio ambite dagli amanti di questa scalata. Il particolare microclima della zona, dove raramente arrivano i raggi del sole, rende l'orrido particolarmente interessante sotto l'aspetto naturalistico.
Lungo la strada è possibile vedere alcune piccole centrali elettriche. Infatti da qui parte la linea elettrica di emergenza che alimenta in casi particolari sia la Val Brembana che la Valsassina.

## Società

### Evoluzione demografica
Abitanti censiti

### Etnie e minoranze straniere
Nella frazione di Sottochiesa, ella ex Colonia Ambrosiana Casa San Giuseppe dal mese di maggio 2023 è presente una casa di accoglienza che ospita rifugiati. La struttura è gestita dalla cooperativa sociale Versoprobo di Vercelli.

### Tradizioni e folclore

#### L'arrivo dei Re Magi
Nella frazione di Olda, nel giorno dell'Epifania ogni anno viene riproposta la rievocazione dell'arrivo dei Re Magi a Betlemme. La manifestazione ha avuto inizio nel 1948. Inizialmente composta solamente dai Gaspare, Melchiorre e Baldassarre e da alcuni pastori, uno dei quali suonava la fisarmonica accompagnando nenie natalizie, la manifestazione ha gradualmente acquisito importanza, popolarità nel corso degli anni.

#### La cacciata di gennaio
Sempre a Olda avviene ogni 31 gennaio il tradizionale rito contadino di cacciata dell'inverno. Si tratta di un evento rituale e spettacolare durante il quale un gruppo di persone, compresi i bambini, percorre le strade del paese facendo rumore con la voce e vari strumenti, con l'intento simbolico di scacciare il mese di gennaio dal villaggio.
Come descritto da Franco Irranca nel libro "Feste e tradizioni popolari nelle Valli Brembana e Seriana", questa manifestazione appartiene alla categoria dei riti di rinnovamento o di eliminazione del male, che erano caratteristici in tempi antichi dell'inizio di un nuovo ciclo. Scacciando simbolicamente tutto ciò che, secondo antiche credenze, rappresentava il male e ostacolava il rinnovamento della natura e delle attività umane ad essa legate, si auspica il buon andamento degli eventi futuri.
Il corteo ha inizio con grida come "L’è fò génèr, l’è scià fébrèr!" (È fuori gennaio, arriva febbraio!), seguito dall'incendio di un fantoccio bianco simboleggiante l'inverno, dopo un corteo rumoroso, caratterizzato dalla percussione di campanacci, piatti da cucina, campanelli e scatole di metallo. Questa manifestazione è simile ad altre svolte lungo l'arco prealpino, come la Scasada del Zenerù ad Ardesio e le celebrazioni di Premana e Mandello del Lario a Lecco.
Nella Valle Brembana, una manifestazione simile era presente decenni fa a Valtorta, mentre oggi è rimasta la tradizione della Giobiana, che vede i ragazzi del paese scorrazzare per i campi e per le vie con campanacci a tracolla per risvegliare la primavera, ogni primo giovedì di marzo.
Secondo il libro "L'inverno e la maschera" di Claudio Gotti, molte abitazioni dell'epoca non disponevano di camini e il rischio di incendi era elevato, poiché il fumo fuoriusciva da un buco nella parete delle case costruite principalmente in legno. Questo, unito al pericolo di valanghe, contribuiva all'attesa gioiosa della fine di gennaio, considerato il mese più lungo e freddo dell'inverno, una presenza inquietante e minacciosa. In luoghi come Rava di Valtorta, si organizzavano eventi come la "morte di gennaio", una sorta di funerale parodistico di stampo carnevalesco.

### Istituzioni, enti e associazioni

#### Ecomuseo Val Taleggio

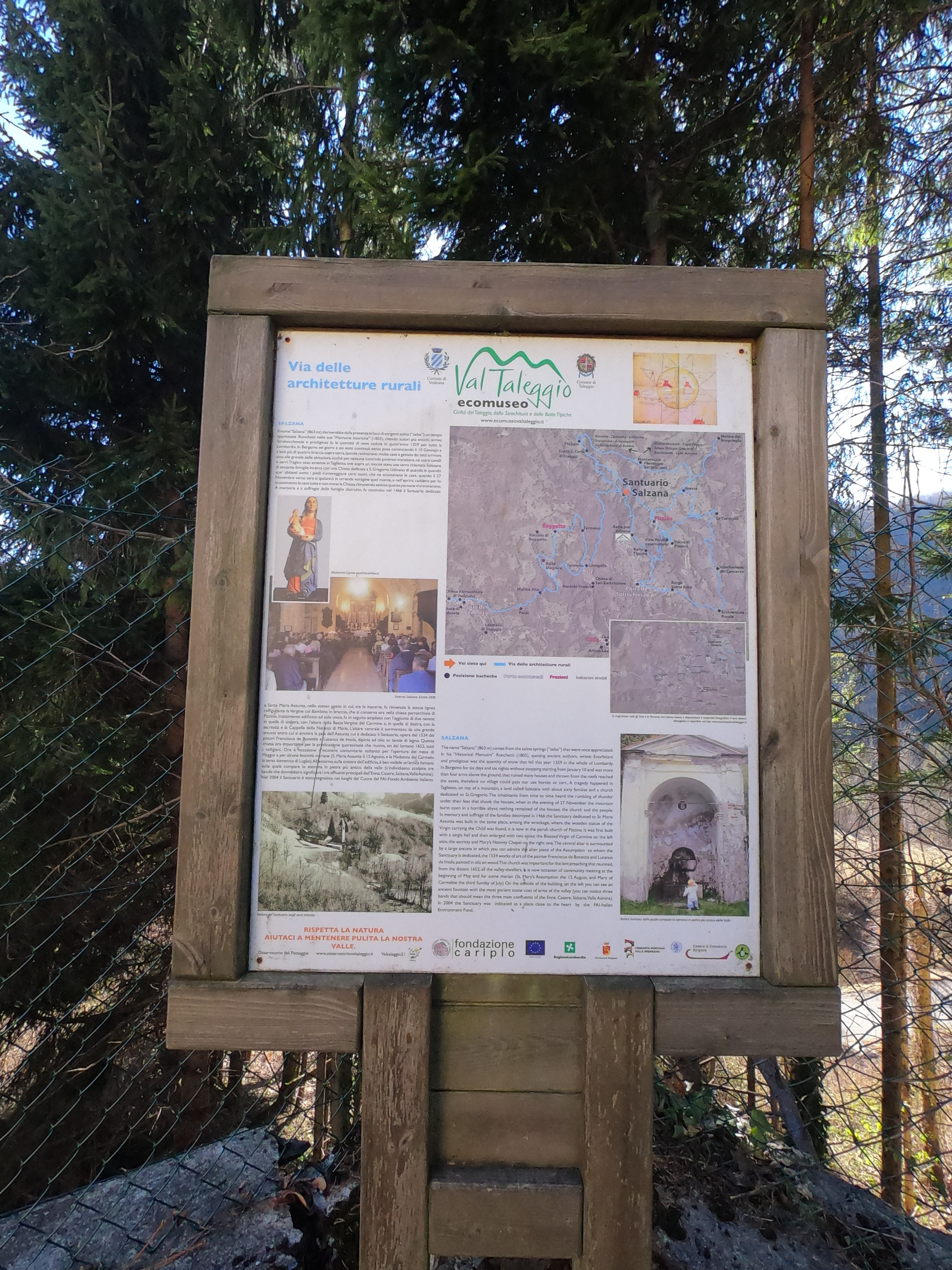
Pannello esplicativo dell'Ecomuseo Val Taleggio

Nel maggio 2008 è stata costituita l'Associazione Ecomuseo Val Taleggio. Questa associazione, a scopo non lucrativo e con una durata illimitata, è stata designata dalle autorità istitutive come ente gestore dell'ecomuseo.
L'obiettivo primario dell'Associazione è concepire e realizzare progetti finalizzati alla valorizzazione delle risorse umane e ambientali già presenti sul territorio. Questo scopo si realizza attraverso azioni mirate alla tutela, promozione e valorizzazione dei beni artistici, culturali, storici e ambientali. Tale intento viene perseguìto tramite la formazione, la gestione e la diffusione di pratiche ecomuseali che coinvolgono attivamente la partecipazione della comunità locale.
La promozione dello sviluppo sostenibile nell'ambito dell'Ecomuseo Val Taleggio e la stimolazione della valorizzazione socio-economica del territorio rappresentano le principali linee guida dell'Associazione. Tali obiettivi possono essere raggiunti anche mediante l'adesione a reti sia nazionali che internazionali, come la Rete Lombarda degli Ecomusei e la Rete Mondi Locali, che consentono uno scambio di esperienze e pratiche virtuose nel campo della gestione e della valorizzazione del patrimonio culturale e ambientale.

## Cultura

### Scuole
Nella frazione di Olda è presente la scuola elementare comunale, gestita dall'istituto comprensivo di San Giovanni Bianco. Fino a qualche decennio fa a Sottochiesa sorgeva una scuola materna parrocchiale.

### Cinema
Nel 2016 a Pizzino venne girato il film "Ombra e il Poeta" diretto da Gianni Caminiti ed ambientato interamente in valle. La location principale è la Corna di Pizzino.

### Eventi

#### Festa del ritorno e Mostra Zootecnica Bovina Razza Bruna
La prima domenica di ottobre a Sottochiesa, dal 2000 è ospitato un evento che combina l'arte culinaria con la valorizzazione della zootecnia bovina della razza bruna. La mostra zootecnica vede la partecipazione di numerosi allevatori che si sfidano per ottenere il prestigioso titolo di regina e reginetta, oltre a includere competizioni come la gara di mungitura. Presso la piazza Saint Chaffrey, all'interno di una tensostruttura, è possibile gustare pranzi e cene a base di prodotti tipici locali.

#### Festa della Montagna
Nella frazione di Pizzino si tiene annualmente dal 2003 la "Festa della Montagna", un evento che celebra le tradizioni e la cultura legate alla montagna e che rende omaggio ai caduti delle impervie vette alpine. Durante questa festa, è organizzato un ristoro nel quale vengono offerti prodotti tipici locali, dando così l'opportunità ai partecipanti di gustare le prelibatezze della cucina montana e di immergersi nell'autenticità del territorio. Attraverso la degustazione dei prodotti tipici e l'organizzazione di eventi culturali e ricreativi, la Festa della Montagna a Pizzino si propone di valorizzare e promuovere le ricchezze naturali, storiche e gastronomiche del territorio montano, contribuendo così a mantenere viva la memoria delle tradizioni e delle persone che hanno contribuito a plasmare la storia e l'identità di questa comunità.

## Geografia antropica

### Urbanistica
L'urbanistica di Taleggio si caratterizza per la presenza di quattro distinti nuclei abitativi: Olda, Pizzino, Peghera e Sottochiesa. Taleggio è considerato un comune sparso, in cui gli insediamenti, posti ad eccezione di Pizzino, sul tragitto della strada provinciale 25 che li collega alla val Brembana e alla val Brembilla si distribuiscono in maniera dispersa sul territorio e sono separati da ampi spazi rurali e naturali. Numerose sono le piccole contrade ed abitazioni isolate che costellano il territorio.

### Frazioni

#### Olda
Posta in posizione soleggiata ed orientata a sud, è provvista di importanti servizi per la sua popolazione. La scuola elementare rappresenta un punto di riferimento per l'istruzione dei giovani residenti, offrendo un ambiente educativo vicino a casa. In aggiunta, la presenza di negozi e servizi postali facilita la vita quotidiana dei residenti. È presente la chiesa Parrocchiale dei Santi Pietro e Paolo.

#### Pizzino
Pizzino, incastonato in un punto soleggiato nel territorio del Comune di Taleggio, è una frazione caratterizzata da un ricco patrimonio storico e culturale. Tra le sue attrattive spicca l'antico castello guelfo della famiglia Bellaviti, che testimonia le antiche vicende e il prestigio della zona nel corso dei secoli. La località è nota anche per la presenza di ben sette chiese di notevole importanza storica e artistica. Questi edifici sacri rappresentano un vero e proprio tesoro, testimonianze di un passato ricco di devozione e tradizione religiosa. Tra le chiese più significative di Pizzino vi è la Parrocchiale dedicata a Sant'Ambrogio Dottore e il santuario di Salzana, nel bosco sottostante all'abitato. Non solo luogo di interesse religioso, Pizzino offre anche numerosi percorsi escursionistici immersi nella bellezza naturale delle montagne circostanti.

#### Sottochiesa
Sottochiesa, è il capoluogo comunale e sede del municipio. al suo interno ospita la chiesa Parrocchiale di San Giovanni Battista. Il borgo di Santa Rosa, con la sua affascinante via centrale caratterizzata dalle abitazioni con i tipici tetti in piode, ospita la piccola chiesa dedicata alle Sante Lucia e Rosa da Lima costruita nel XVIII secolo su iniziativa della famiglia Salvioni.

#### Peghera
Peghera, anticamente rinomata come località sciistica durante gli anni '70, ha subito nel corso del tempo un'evoluzione significativa trasformandosi in un centro prevalentemente caratterizzato dalla presenza di seconde case. Al centro del paese si erge la chiesa Parrocchiale di San Giacomo Maggiore, All'interno custodisce il polittico di San Giacomo, opera di Palma il Vecchio.

## Economia
L'economia di Taleggio è strettamente legata all'allevamento di bovini per la produzione di latte e carne. Questa attività agropecuaria è stata una componente fondamentale della vita economica e culturale della comunità locale per molti decenni. Dal 1700 fino alla seconda metà del 900' era presente il fenomeno dei bergamini, abitanti della pianura milanese e lodigiana che d'estate migravano negli alpeggi della valle con il bestiame. A causa delle difficili condizioni economiche, dello spopolamento e dell'avvento tecnologico con la modernizzazione delle tecniche di allevamento, questo fenomeno scomparì lentamente ed inesorabilmente nel secondo dopoguerra.

### Turismo
Inserito in un contesto naturalistico di grande spessore, presenta numerose escursioni adatte ad ogni esigenza: dalla semplice passeggiata a percorsi indirizzati agli utenti più esperti. In tal senso molto caratteristici sono gli itinerari che conducono ai monti Sodadura, Aralalta e Zuccone Campelli, che svettano sull'intera vallata.

## Infrastrutture e trasporti
Il Comune di Taleggio è attraversato dalle Strada Provinciale 25 e la Strada Provinciale 24 che costituiscono i principali collegamenti che connettono la Val Taleggio alle località limitrofe di San Giovanni Bianco, Vedeseta, Brembilla e Gerosa, rivestendo un ruolo cruciale nel tessuto infrastrutturale vallare.
Oltre alle vie principali, il territorio di Taleggio è solcato da una serie di strade sterrate, che si estendono attraverso i pendii montuosi. Questi percorsi, si dirigono verso gli alpeggi e conducono ai Piani d'Alben e Piani di Artavaggio, riconosciuti per la loro bellezza naturalistica e le numerose opportunità escursionistiche che offrono.

## Amministrazione
| Periodo        | Periodo        | Primo cittadino       | Partito                                         | Carica  | Note |
| -------------- | -------------- | --------------------- | ----------------------------------------------- | ------- | ---- |
| 30 giugno 1985 | 24 maggio 1990 | Angelo Lorenzo Curnis | Democrazia Cristiana                            | Sindaco |      |
| 14 giugno 1990 | 24 aprile 1995 | Angelo Lorenzo Curnis | Democrazia Cristiana                            | Sindaco |      |
| 24 aprile 1995 | 14 giugno 1999 | Pietro Milesi         | lista civica                                    | Sindaco |      |
| 14 giugno 1999 | 14 giugno 2004 | Pietro Milesi         | lista civica                                    | Sindaco |      |
| 14 giugno 2004 | 8 giugno 2009  | Alberto Mazzoleni     | lista civica                                    | Sindaco |      |
| 8 giugno 2009  | 26 maggio 2014 | Alberto Mazzoleni     | lista civica                                    | Sindaco |      |
| 26 maggio 2014 | 27 maggio 2019 | Alberto Mazzoleni     | Lista civica Vivere insieme per la Val Taleggio | Sindaco |      |
| 27 maggio 2019 | 8 giugno 2024  | Gianluca Arnoldi      | Lista civica Insieme per Taleggio 2019          | Sindaco |      |
| 8 giugno 2024  | in carica      | Gianluca Arnoldi      | Lista civica Insieme per Taleggio               | Sindaco |      |

### Gemellaggi
Saint Chaffrey, dal 1991